# Kurt Gräfner
Kurt Gräfner (Lebensdaten unbekannt) war ein deutscher Fußballspieler. 

## Karriere
Gräfner gehörte dem FC Wacker Leipzig an, für den er in den vom Verband Mitteldeutscher Ballspiel-Vereine organisierten Meisterschaften im Gau Nordwestsachsen als Stürmer Punktspiele bestritt.
Aus dem in zwei Abteilungen unterteilten Gau Nordwestsachsen ging seine Mannschaft verlustpunktfrei als Sieger der Abteilung B hervor und gewann das Finale Nordwestsachsen gegen den VfB Leipzig am 29. März 1908 mit 7:3. Damit war die Teilnahme an der Endrunde um die Mitteldeutsche Meisterschaft erreicht. Über ein Freilos ins Halbfinale eingezogen, wurde in diesem am 5. April 1908 der Hallesche FC 1896 mit 2:1 nach Verlängerung bezwungen. Das sich am 12. April 1908 anschließende Finale um die Mitteldeutsche Meisterschaft ging ebenfalls in die Verlängerung, an deren Ende der 3:2-Sieg über den Magdeburger FC Viktoria 1896 stand. 
Mit diesem Erfolg war seine Mannschaft in der Endrunde um die Deutsche Meisterschaft vertreten. Im Viertelfinale am 3. Mai 1908 trug er mit seinem Tor zur 2:1-Führung in der 72. Minute zum 3:1-Sieg beim VfR 1897 Breslau bei und erreichte mit seiner Mannschaft das Halbfinale, das diese am 17. Mai 1908 in Magdeburg mit 0:4 gegen den späteren Deutschen Meister BTuFC Viktoria 89 verlor.

## Erfolge
- Teilnehmer an der Endrunde um die Deutsche Meisterschaft 1908
- Mitteldeutscher Meister 1908
- Nordwestsächsischer Meister 1908